# Clyde E. Wiegand
Clyde E. Wiegand (* 23. Mai 1915 in Long Beach (Washington); † 5. Juli 1996 in Oakland (Kalifornien)) war ein US-amerikanischer experimenteller Teilchenphysiker.
Wiegand besuchte die Schule in Oakland und Salem (Oregon) und studierte ab 1933 an der Willamette University. Einen Bachelor-Abschluss erwarb er erst 1940, da er nebenbei als Radiotechniker bei einem lokalen Sender arbeitete. Seine Ausbildung als Physiker begann ab 1941 an der University of California, Berkeley, wo er sich direkt Ernest O. Lawrence vorstellte, um an dessen Zyklotron zu arbeiten. Lawrence schickte ihn zunächst zurück zur Universität, verschaffte ihm aber im Dezember 1941 einen Job in seinem Labor. Zunächst arbeitete er an dem zur Isotopentrennung eingesetzten Zyklotron. 1943 bis 1946 war er im Manhattan Project in Los Alamos als Mitglied von Emilio Segrès Gruppe tätig, wo er unter anderem elektronische Verstärker für Alphateilchen-Detektoren baute. Nach dem Krieg war er wieder am Lawrence Berkeley National Laboratory, wo er 1950 bei Segrè promoviert wurde. Er blieb am Lawrence Berkeley National Laboratory, wo er offiziell 1980 pensioniert wurde, dort aber weiter wissenschaftlich aktiv blieb.
Wiegand gehörte dort zum Team von Owen Chamberlain, Emilio Segré und Thomas Ypsilantis, das 1955 am Bevatron das Antiproton entdeckte. Insbesondere seine Expertise in der Konstruktion der Zähler-Elektronik war für das Gelingen des Experiments von entscheidender Bedeutung. Chamberlain und Segrè erhielten dafür 1959 den Nobelpreis. Wiegand installierte damals auch Detektor-Elektronik am im Aufbau befindlichen CERN. In den 1970er-Jahren befasste er sich mit kaonischen Atomen (normalen Atomkernen mit gebundenen Kaonen statt Elektronen).
Er war seit 1942 verheiratet und hatte einen Sohn und zwei Töchter.